# Kościół Narodzenia Najświętszej Maryi Panny w Rajbrocie
Kościół Narodzenia Najświętszej Maryi Panny w Rajbrocie – zbudowany w XVI wieku, drewniany rzymskokatolicki kościół parafialny, należący do parafii Narodzenia NMP w Rajbrocie, znajdujący się w województwie małopolskim, w powiecie bocheńskim, w gminie Lipnica Murowana.
Kościół ten został wpisany do rejestru zabytków nieruchomych województwa małopolskiego pod numerem A-26 decyzją z dnia 19 kwietnia 1968 roku jako zespół kościoła pw. Narodzenia NMP, w skład którego wchodzą: kościół, mur, 5 kaplic, dzwonnica, drzewostan. Kościół leży na Szlaku Architektury Drewnianej województwa małopolskiego.

## Historia

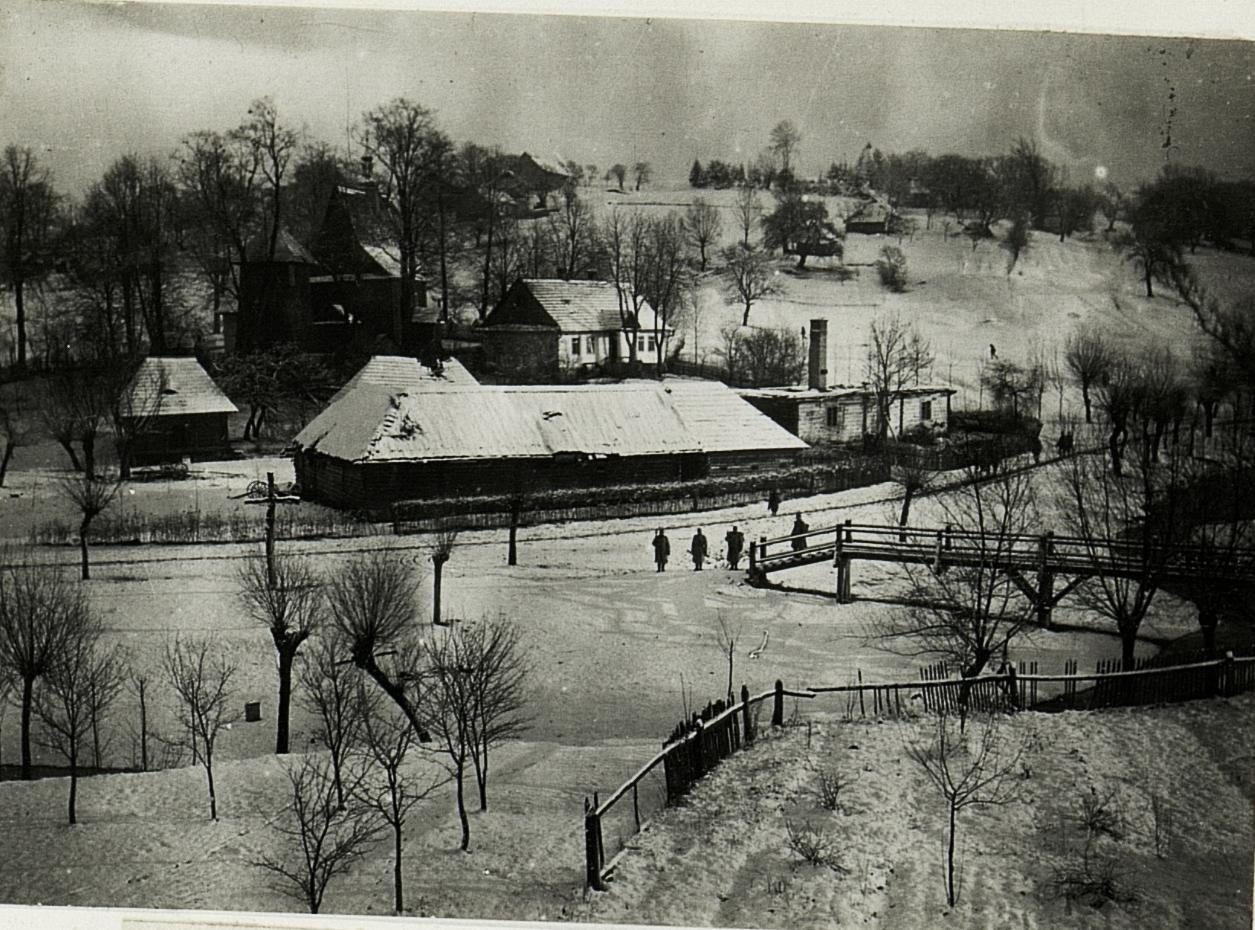
Rajbrot, kościół wraz z otoczeniem między 1914 a 1918 rokiem

Parafia Rajbrot istnieje od 1260 roku, z fundacji króla Bolesława Wstydliwego. Inwentarz kościelny z roku 1816 podaje: „W tey wsi iest Kościół parafialny drewniany wystawiony odnayasn. Króla Bolesława w 1260 r, poświęcony pod tytułem Narodzenia N. MaryiP.n” choć według tradycji, nie król Bolesław Wstydliwy miał być fundatorem, ale kościół z drzewa modrzewiowego miała wybudować małżonka króla – św. Kinga.  
Nie wiadomo, co stało się z tą świątynią (czy uległa zniszczeniu na skutek pożaru czy jakiegoś innego wydarzenia). Drugą świątynię miała porwać według legendy wielka woda. 
Trzecia, obecna świątynia miała powstać na początku XVI wieku (około 1511 roku) przez nieznanych budowniczych (zostawili tajemniczy podpis, który znajduje się w prezbiterium, za ołtarzem, na ścianie poniżej nieistniejącego już okna: znak podwójnego dzwonu). Kościół był ten rozbudowany o kaplicę w 1823 roku oraz odnawiany w 1879 roku (usunięto wówczas soboty) i 1966 roku. Świątynia ucierpiała w grudniu 1914 roku podczas walk wojsk rosyjskich i austriacko-niemieckich.

## Architektura
Kościół późnogotycki, drewniany, wzniesiony w konstrukcji zrębowej, szalowany, kryty gontem z kaplicą murowaną z kamienia (otynkowaną). Złożony z nawy i węższego prezbiterium, zamkniętego trójbocznie, od północy z przylegającą zakrystią. Do nawy od północy przylega kaplica a od południa i zachodu kruchty. Kościół nakryty jest stromym dachem gontowym z barokową wieżyczką na sygnaturkę z latarnią z XVII wieku. 
Wewnątrz w nawie stropy z zaskrzynieniami. Tęcza zamknięta łukiem ostrym z późnogotyckim Chrystusem ukrzyżowanym z 1520 roku. Zachowane są dwa portale późnogotyckie i detal ciesielski z okresu budowy kościoła. Okna tylko od południa (ze względów klimatycznych oraz wówczas wierzono, że od północy czai się zło). Wewnątrz ściany pokryte są polichromią ornamentalną i figuralną z 1879 roku, m.in. ze scenami Narodzenia Jezusa i Zwiastowania NMP; zachodnia ściana z fragmentem zasłoniętej polichromii ornamentalnej, renesansowo-barokowej (XVI–XVII wiek).

## Wyposażenie kościoła

### Wyposażenie[5]
- Ołtarz główny (barokowy z 2. połowy XVII wieku), w polu środkowym barokowy obraz typu włoskiego z 1678 roku, przedstawiający Matkę Bożą z Dzieciątkiem i młodocianym św. Janem Chrzcicielem otoczony miejscowym kultem, podpisany inicjałami: T.B (obraz gruntownie konserwowany w latach 60. XX wieku), po bokach rzeźby świętych Wojciecha i Stanisława, na zasuwie również obraz Matki Bożej z Dzieciątkiem (z XVIII lub XIX wieku). W zwieńczeniu ołtarza barokowy obraz Niepokalanego Poczęcia NMP.

- Dwa ołtarze boczne z XIX wieku (barokowe); lewy z rzeźbą Serca Pana Jezusa, z obrazami św. Walentego z XVIII wieku i Świętej Rodziny na zasuwie, w zwieńczeniu obraz Chrystusa ukrzyżowanego. Prawy ołtarz z rzeźbą św. Józefa (na zasuwie obrazy św. Mikołaja i Matki Bożej Różańcowej), w zwieńczeniu obraz św. Jana Kantego. Z 1850 roku pochodzi ołtarz w kaplicy z rzeźbioną grupą Ukrzyżowania.

- Barokowa ambona z XVII wieku z przedstawieniem ewangelistów.

- Chrzcielnica kamienna z XVI wieku.
- Dwie kropielnice kamienne, jedna z XVI wieku, druga z 1844 roku.
- Na belce tęczowej grupa Ukrzyżowania (późnogotycka z XVI wieku).
- W kościele znajdują się również rzeźby: Chrystusa zmartwychwstałego, późnogotycki z 1. połowy XVI wieku oraz Chrystus ukrzyżowany, barokowy z XVII wieku.

W Muzeum Diecezjalnym w Tarnowie przechowywana jest późnogotycka rzeźba Madonny w typie tzw. „Pięknych Madonn” powstała w latach 1530–1540, pochodząca z kościoła w Rajbrocie.

### Organy
W kościele znajdują się organy 10-głosowe, późnobarokowe z XVIII lub XIX wieku, przeniesione z kościoła w Ochotnicy Dolnej w 1956 roku. Prawdopodobnie zbudował je Jan Baranowski ze Starego Sącza.

## Otoczenie świątyni

### Dzwonnica – dzwony
Obok kościoła znajduje się wolnostojąca, drewniana i szalowana dzwonnica z ok. XIX wieku. powstała w miejsce wcześniejszej z wieku XVIII. W dzwonnicy tej zawieszone są cztery dzwony o imionach: Maria, Józef, Ludwik oraz Stanisław. Dzwony te zostały odlane w Łodzi w 1952 roku: Ludwik Mojżyszek Metalut.

### Mur z 5 kapliczkami i figurami
Wokół kościoła znajduje się zabytkowy, z 1. połowy XIX wieku, mur z 5 kapliczkami i 14 stacjami Męki Pańskiej (Drogi krzyżowej) oraz dwoma bramkami. W tym czasie powstały również kamienne rzeźby (znajdujące się przy ogrodzeniu): apostołów, Matki Bożej Niepokalanej, oraz świętych: Marii Magdaleny, Anny, Floriana, Jana i Piotra. Mur, kapliczki, stacje drogi krzyżowej i figury wzniósł ówczesny proboszcz parafii ks. Wincenty Katarzyński, który chciał aby kościół w Rajbrocie stał się miejscem pielgrzymek.

### Stary spichlerz
Niegdyś obok kościoła znajdował się spichlerz plebański z przełomu XVIII i XIX wieku (1791–1801). Powstał z inicjatywy ks. Andrzeja Szymczakiewicza. Przebudowany został w latach 50. XX wieku. Obecnie budynek przeniesiony jest w miejsce za szkołą wybudowaną obok drewnianego kościoła. Budynek ten podobnie jak kościół znajduje się na Szlaku Architektury Drewnianej województwa małopolskiego.

### Kościół św. Jana Pawła II
Obok kościoła wzniesiono nowy kościół pw. św. Jana Pawła II. Budowa rozpoczęła się w 2003 roku.

### Cmentarz przykościelny (nieistniejący)
Dawniej wokół kościoła istniał cmentarz parafialny gdzie grzebano ludzi (ok. 50–100 kroków od ścian świątyni). Cmentarz został zlikwidowany pod koniec XVIII wieku. Austriacki zaborca nakazał oddzielenie cmentarza (ze względów sanitarnych) od miejsca dużo uczęszczanego. Cmentarz ten powstał około XII wieku, dziś nieistniejący. Obecnie istnieje (nowy) cmentarz parafialny 300 m od kościoła, powstał ok. 2 poł. XIX wieku.

### Stara plebania (nieistniejąca)
Obok zabytkowego rajbrockiego kościoła znajdowała się drewniana plebania powstała w XVIII wieku, nie zachowała się do czasów obecnych (istniała jeszcze ok. w latach 60. XX wieku).

## Galeria

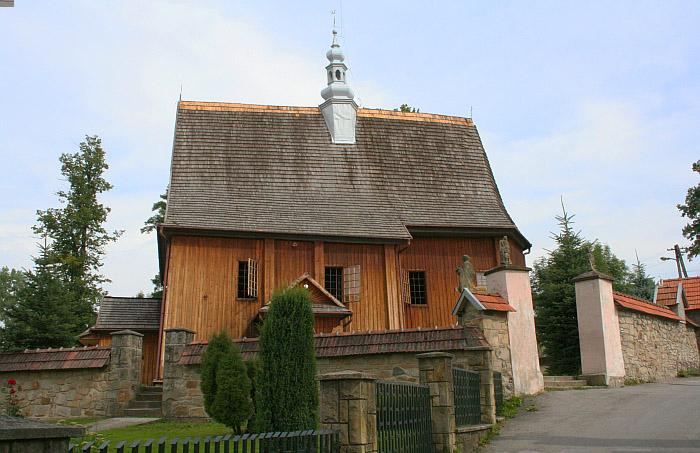
Kościół od zewnątrz (2006)
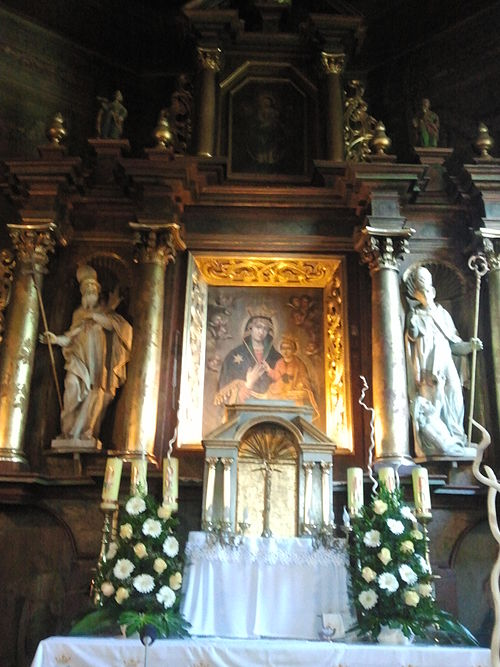
Ołtarz główny (2013)
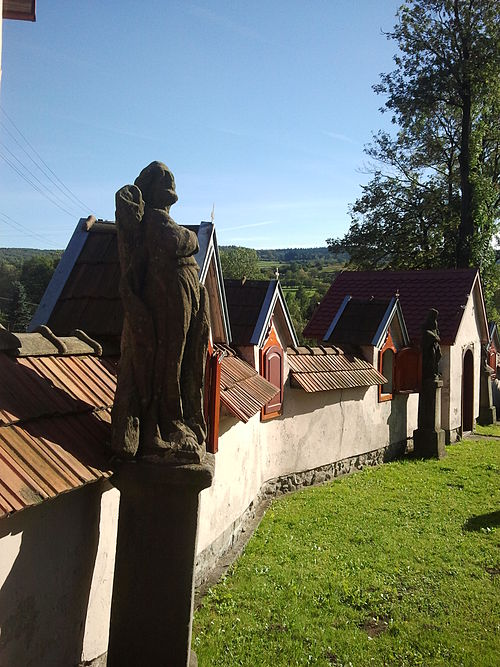
Mur z kapliczkami (2013)
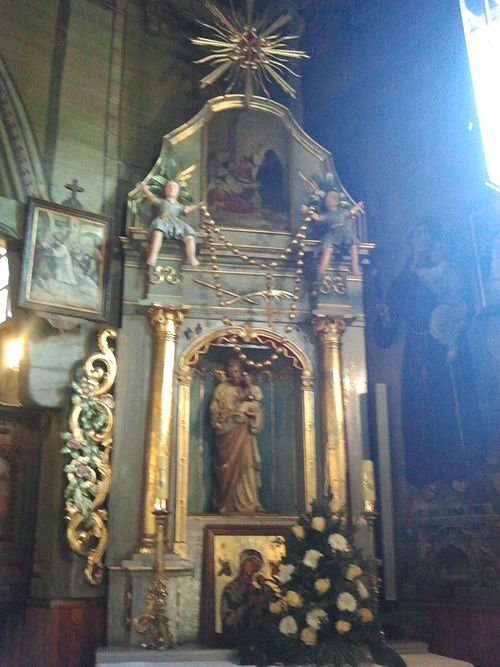
Ołtarz boczny św. Józefa (2013)
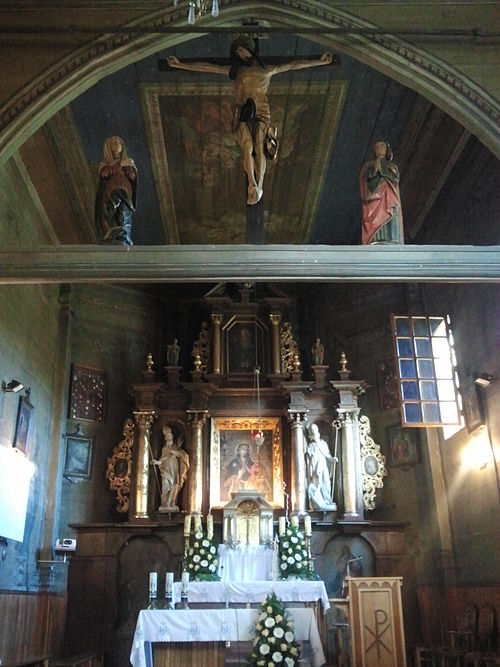
Prezbiterium (2013)
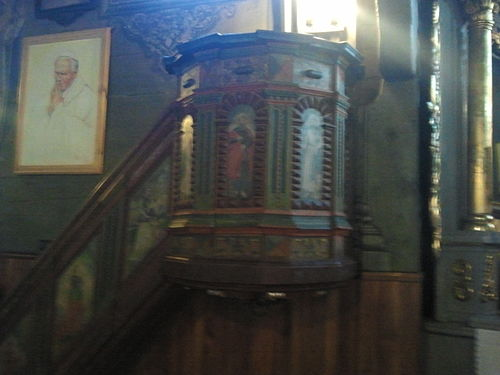
Ambona (2013)
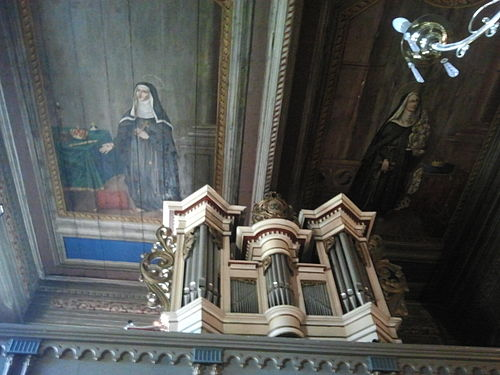
Organy (2013)